# جورج مايو
جورج مايو (بالإنجليزية: George Mayo)‏ هو طبيب أسترالي، ولد في 8 يناير 1807 في North Nibley ‏ في المملكة المتحدة، وتوفي في 16 ديسمبر 1894.